# Apomecyna porphyrea
Apomecyna porphyrea är en skalbaggsart som beskrevs av Xavier Montrouzier 1855. Apomecyna porphyrea ingår i släktet Apomecyna och familjen långhorningar. Inga underarter finns listade i Catalogue of Life.